# مئای بینی
در کالبدشناسی اصطلاح مئای بینی یا گذرگاه بینی (انگلیسی: Nasal meatus) به هر یک از سه گذرگاه در حفره بینی جمجمه اشاره دارد: به نام‌های مئای بالایی، میانی و زیرین.
شاخک‌ها حفره بینی را به فضاهای افقی و ناودانی شکل به نام مئا تقسیم می‌کنند. در مئای زیرین که در معاینه بیشتر قابل دسترس است دهانه مجرای اشکی‌بینی nasolacrimal duct به شکل شکافی حدود یک سانتی‌متر در عقب لبه قدامی شاخک پایینی مشاهده می‌شود و محل آن معمولاً بلافاصله در پائین لبه چسبیده شاخک پائینی است. آگاهی از موقعیت دهانه مجرای اشکی در مئای پائینی بینی، برای پرهیز از صدمه به آن هنگام ایجاد سوراخ از بینی به سینوس nasal anthrostomy جهت درناژ سینوس اهمیت دارد. بدین خاطر آنتروستومی معمولاً در خلفی‌ترین محل ممکن در مئای میانی بینی انجام می‌شود. در قسمت عقب‌تر از شاخک پائینی و در خط مستقیم با مئای پائینی سوراخ قسمت غضروفی مربوط به لوله یا شیپوراستاش در سطح خارجی حلق بینی (نازوفارنکس) وجود دارد.
در مئای میانی، یک توده برآمده حبابی bulla به نام حباب پرویزنی (اتموئید) وجود دارد که دارای تعدادی مجرای سوراخ‌کننده است که به سلول‌های هوایی پرویزنی راه دارند. در زیر این حباب، ناودانی عمیق دیده می‌شود که در جلوی آن شکاف نیمه‌هلالی hiatus semilunaris وجود دارد که دهانه مجرای پیشانی بینی در آن باز می‌شود. در قسمت وسط و پائین حباب پرویزنی سوراخ بزرگی وجود دارد که مرتبط با سینوس فک بالا است.
وجود پولیپ در مئای میانی با انسداد سینوس‌ها باعث سینوزیت می‌شود.